# اتحاد دموکراتیک فلسطین
اتحاد دموکراتیک فلسطین (عربی: الاتحاد الدیمقراطی الفلسطینی الاتحاد AL-Dimuqrati AL-Filastini)، به‌طور کلی به عنوان فدا (شناخته شده به عربی: فدا ) یک حزب سیاسی کوچک فلسطینی است که در سازمان آزادی‌بخش فلسطین و سازمان ملی فلسطین فعال است.

## تاریخچه
فدا به عنوان یک انشعاب از ظهور جبهه دموکراتیک برای آزادی فلسطین به علت اختلافات در اوایل دهه ۱۹۹۰ در مورد سیاست به سمت اردن، از روند صلح اسلو و انتفاضه اول. در سپتامبر ۱۹۹۱، حزب برنامه سیاسی خود را تصویب کرد. در آوریل ۱۹۹۳، نام اتحادیه دموکراتیک فلسطین - فدا را تصویب کرد.

## سازمان
جناح جوانان فدا به عنوان شناخته شده استقلال اتحادیه جوانان (عربی: اتحاد شباب الاستقلال)؛ همچنین گروه‌های کارگری و زنان وجود دارد. بر خلاف جبهه آزادی‌بخش و چندین سازمان فلسطینی، فدا هیچ جناح مسلحی ندارد.

## عقاید و ایدئولوژی
شعار فدا آزادی، استقلال، بازگشت، دموکراسی و سوسیالیسم است. این حزب خود را به عنوان یک حزب سوسیالیست مترقی، سکولار و دموکراتیک نشان می‌دهد و از واژگان مارکسیستی، سوسیالیسم علمی حمایت می‌کند.
فدا موضع معتدل تری نسبت به سازمان آزادی‌بخش (به رهبری نایف هواتمه و مستقر در دمشق، سوریه) در قبال درگیری اسرائیل و فلسطین اتخاذ کرد و سعی کرده‌است خود را به عنوان یک گزینه دموکراتیک چپ در سیاست فلسطین تثبیت کند. این چاره دو کشوری بر اساس مرزهای سال ۱۹۶۷ و با بیت‌المقدس شرقی به عنوان پایتخت یک کشور مستقل فلسطین حمایت می‌کند. یک رهبر برجسته اتحاد دموکراتیک، ممدو نوفال، در سال ۲۰۰۲ درخواست متوقف کردن حمله انتحاری امضا کرد.
این حزب دو کنفرانس ملی برگزار کرده‌بود، اولین کنفرانس در اریحا در سال ۱۹۹۵ و دومی نیز در سال ۲۰۰۰ بوده‌اند.

## رهبری فدا
یاسر عبد ربه، یک طرفدار صلح متوسط، که پس از به نمایندگی از سازمان در سازمان آزادی‌بخش فلسطین به همراهی مشاورش یاسر عرفات این حزب را تأسیس کردند.
در سال ۲۰۰۲ وی پس از اختلافات داخلی از حزب استعفا داد. زهرا کمال، فعال حقوق زنان، در یک انتخابات داخلی به جای وی به عنوان وزیر در تشکیلات خودگردان فلسطینی انتخاب شده بود، اما عبد ربه از کناره‌گیری خودداری کرد و در عوض حزب را ترک کرد. وی سپس توانست به عنوان مستقل و با حمایت عرفات در کابینه باقی بماند اما صالح رأفت، دبیرکل فعلی، در اتحاد دموکراتیک جایگزین وی شد. زاهیرا کمال در فدا باقی مانده‌است، اما خارج از دولت است. از دیگر رهبران مهم اتحاد دموکراتیک می‌توان به عزمی شععیبی و ممدو نوفال اشاره کرد.

## مشارکت در انتخابات
اتحادیه دموکراتیک فلسطین دارای ۲۱ عضو در مجلس ملی فلسطین است. آنها در آخرین انتخابات در سال ۱۹۸۸ به عنوان نمایندگان جبهه دمورکراتیک برای آزادی فلسطین انتخاب شدند یا به عنوان نمایندگان شاخه‌های مختلف منصوب شدند. از آن زمان تاکنون هیچ انتخابات جدیدی برگزار نشده‌است.
فدا در انتخابات شورای قانونگذاری فلسطین در سال ۱۹۹۶ شرکت کرد و با حمایت فتح موفق شد یک کرسی را بدست آورد که در اختیار عزمی شععیبی بود. آش شعیبی برای کنترل بیشتر پارلمان بر قدرت اجرایی و شفافیت بیشتر در تشکیلات خودگردان ملی فلسطین در حال فعالیت است.
در انتخابات مجلس فلسطین (۲۰۰۶)، فدا جبهه دمکراتیک برای آزادی فلسطین و حزب خلق فلسطین بخشی از لیست مشترک‌البدیل (جایگزین) بود. این لیست ۲٫۸٪ آرا عمومی را بدست آورد و دو کرسی از ۱۳۲ کرسی شورا را بدست آورد.
فدا در لیست قانونگذاری مشترک با حزب خلق فلسطین به نام «چپ متحد» در انتخابات قانونگذاری فلسطین در سال ۲۰۲۱ شرکت خواهد کرد. این لیست توسط فدوا خادر، عضو دفتر سیاسی حزب خلق رهبری می‌شود.